# 有楽町ビルヂング

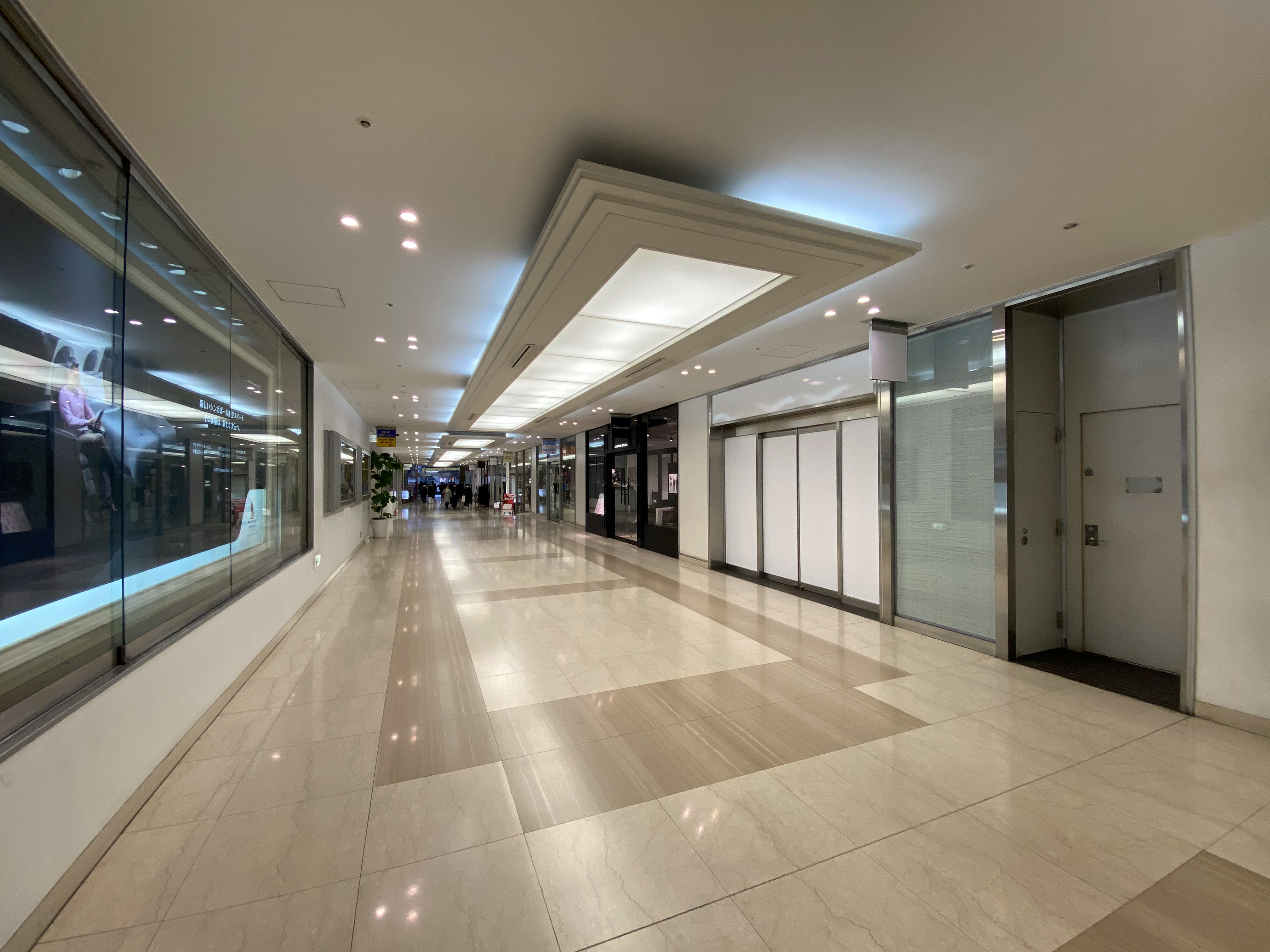
1階通道

有楽町ビルヂング（ゆうらくちょうビルヂング）は、東京都千代田区有楽町一丁目にある建築物である。

## 歴史
本ビルが立地する山手線・京浜東北線有楽町駅西口には、1946年暮れに開館したアメリカ映画を上映するスバル座があった。スバル座は1953年9月6日に火災により焼失したが、現在の有楽町ビルに再建されている。オリオン座はその後も上映を続けたが、1956年9月末で閉館した。毎日新聞社は北側にあった東京本社社屋の拡張用地として両映画館跡地を取得したが、三菱地所はこの土地を1964年5月に買収。同年7月に「有楽町国際ビル」の仮称で新ビルを着工した。当初は、従来の建築基準法に基づき地上9階建てで設計されたが、南側と北側の道路幅員が狭いために斜線制限を受け、建物上部をセットバックする必要が生じたことから、改正建築基準法の容積率制度を取り入れ、地上11階建とした。ビル名称は1965年9月に「新有楽町ビルヂング」とされたが、1966年1月に「有楽町ビルヂング」と再度変更され、これが正式名称となった。
1966年5月に竣工したが、前年の証券不況や、1963年に建築基準法が改正されたことからビルの「駆け込み着工」が相次ぎ、賃貸オフィスは供給過剰となっていた。このため竣工時にはオフィスフロアが1/3ほどしか入居せず、低層階の商店に家賃の回収に行った三菱地所の営業社員が「これでは商売にならない」と店主から叱られ、なかなか回収できなかったという逸話がある。その後の勧誘によって、竣工後1年弱で入居率は7割ほどに向上した。
1968年3月13日未明。本ビル2階で藤田小女姫が名目上の経営者となっていた「有楽サウナ」で、木製ベンチの下に設置された電熱炉の熱で木材が炭化し、無焔着火により出火。一酸化炭素中毒で利用者3名が死亡している。
2021年7月28日に三菱地所より、有楽町エリアの再構築の一環として新有楽町ビルヂングと共に当ビルを建て替えることを発表した。なお、三菱地所の関係者によれば、「オフィスや飲食店を中心とした複合ビル」を構想しているという。また、2021年11月12日に行われた三菱地所の2022年3月期第2四半期の決算説明会において、「丸の内への今後のテナント誘致戦略」について問われた際に、この新有楽町ビルヂングとの建て替えに関し「銀座との結節点としてファッションやメディア系のテナント誘致や、様々な実証実験の場としての活用等も検討している。」と説明した。

## 建築
3階までの低層部は白い大理石の柱とアルミニウムの壁で縁どられ、4階以上はワインレッドのカーテンウォール構造とされた。地下1階から地上2階にかけては商店や飲食店、2階と3階は有楽町スバル座（2019年10月20日をもって閉館）、4階は医院を中心としたフロア構成で、屋上は夏にはビアガーデンが開設された。